# Lacusovagus
Lacusovagus (лат., буквально: озёрный странник) — род птерозавров из семейства чаояноптерид, живших во времена раннемеловой эпохи (аптский век, 122,46—113 млн лет назад) на территории современной Бразилии.
Типовой и единственный вид — Lacusovagus magnificens, описан Марком Уиттоном в 2008 году на основе голотипа SMNK PAL 4325, найденного в отложениях формации Крато штата Сеара (Бразилия). Сохранились только фрагменты черепа. Вычисленный по ним размах крыльев мог составлять 4,1 метра.